# Ушня (Львовская область)
Ушня (укр. Ушня) — село в Золочевской городской общине Золочевского района Львовской области Украины.
Население согласно данным переписи 2001 года составляло 482 человека. Занимает площадь 1,568 км². Почтовый индекс — 80713. Телефонный код — 3265.